# India Eisley
India Joy Eisley (Los Angeles, 29 ottobre 1993) è un'attrice statunitense, nota per il ruolo di Ashley Juergens nella serie tv La vita segreta di una teenager americana.

## Biografia
Nasce in California dal cantante e attore David Glen Eisley e dall'attrice Olivia Hussey, al suo terzo matrimonio.
Dai precedenti coniugi, Dean Paul Martin e Akira Fuse, la madre ha avuto altri due figli, fratellastri di India: Alexander Martin, anche lui attore, nato nel 1973, e Maximillian Fuse, nato nel 1983. 

## Carriera
Fa il suo esordio come attrice nel 2003, nella miniserie televisiva Madre Teresa (pur non venendo accreditata), di cui la protagonista è la madre Olivia. Due anni dopo, India e sua madre sono di nuovo apparse insieme nella pellicola cinematografica Headspace.
Nell'estate del 2008 ottiene il suo primo ruolo importante, prendendo parte alla serie tv La vita segreta di una teenager americana.
In esso recita i panni di Ashley Juergens, la sorella minore della ragazza-madre protagonista Amy Juergens. A partire dal 2012, l'attrice inizia a dedicarsi maggiormente a ruoli cinematografici, apparendo in opere come Underworld - Il risveglio, Clinical e The Curse of Sleeping Beauty. Nel 2018 ottiene un doppio ruolo da protagonista nel film Look Away - Lo sguardo del male, mentre nel 2019 è la protagonista della miniserie I Am the Night, dove interpreta Fauna Hodel. Nel 2021 è nel cast del film Every Breath You Take - Senza respiro.

## Vita Privata
A inizio 2025 ha iniziato una relazione con l'attore e musicista Henry Thomas.

## Filmografia

### Cinema
- Headspace, regia di Andrew van den Houten (2005)
- Underworld - Il risveglio (Underworld: Awakening), regia di Måns Mårlind e Björn Stein (2012)
- Kite, regia di Ralph Ziman (2014)
- Social Suicide, regia di Bruce Webb (2015)
- The Curse of Sleeping Beauty, regia di Pearry Teo (2016)
- Amerigeddon, regia di Mike Norris (2016)
- Clinical, regia di Alistair Legrand (2017)
- Look Away - Lo sguardo del male (Look Away), regia di Assaf Bernstein (2018)
- Adolescence, regia di Ashley Avis (2018)
- Dead Reckoning, regia di Andrzej Bartkowiak (2020)
- Every Breath You Take - Senza respiro (Every Breath You Take), regia di Vaughn Stein (2021)
- American Outlaws, regia di Sean McEwen (2023)

### Televisione
- Madre Teresa, regia di Fabrizio Costa – miniserie TV (2003) – non accreditata
- La vita segreta di una teenager americana (The Secret Life of the American Teenager) – serie TV, 82 episodi (2008-2013)
- Bella dolce baby sitter (Nanny Cam), regia di Nancy Leopardi – film TV (2014)
- Mia dolce Audrina (My Sweet Audrina), regia di Mike Rohl – film TV (2016)
- I Am the Night – miniserie TV, 6 puntate (2019)

## Doppiatrici italiane
Nelle versioni in italiano delle opere in cui ha recitato, India Eisley è stata doppiata da:
- Veronica Puccio in Bella dolce baby sitter, La vita segreta di una teenager americana, Every Breath You Take - Senza respiro
- Valentina Favazza in Underworld - Il risveglio
- Joy Saltarelli in Clinical
- Chiara Oliviero in Look Away - Lo sguardo del male